# Maya Kingma
Maya Kingma née le 8 septembre 1995 à Bréda aux Pays-Bas, est une triathlète néerlandaise. Championne courte distance des Pays-Bas et vainqueur sur étapes des séries mondiales de triathlon, elle participe aux Jeux olympiques d'été à Tokyo.

## Biographie

### Triathlon
Elle est médaillée de bronze du relais mixte des championnats d'Europe de triathlon 2019 à Weert. Elle termine onzième des Jeux olympiques de Tokyo 2020 en 1 h 59 min 16 s et septième des Jeux olympiques de Paris 2024 en 1 h 56 min 53 s, elle est diplômée olympique dans la capitale française.

### Cyclisme
Le 19 juin 2025, elle signe un contrat avec l'équipe cycliste EF Education-Oatly, ce qui l'amène à participer au Tour d'Italie pour sa première course professionnelle. Elle est non-partante lors de la 3e étape.

## Palmarès
Le tableau présente les résultats les plus significatifs (podium) obtenus sur le circuit national et international de triathlon depuis 2017.
| Année | Compétition                               | Pays        | Position           | Temps           |
| ----- | ----------------------------------------- | ----------- | ------------------ | --------------- |
| 2024  | Coupe du monde - l'étape de Karlovy Vary  | Hongrie     | Médaille d'or      | 2 h 5 min 23 s  |
| 2024  | Coupe d'Europe - l'étape sprint de Holten | Pays-Bas    | Médaille d'argent  | 58 min 21 s     |
| 2021  | WTS Leeds                                 | Royaume-Uni | Médaille d'or      | 1 h 54 min 26 s |
| 2021  | WTS Yokohama                              | Japon       | Médaille de bronze | 1 h 55 min 5 s  |
| 2021  | Championnat des Pays-Bas                  | Pays-Bas    | Médaille d'or      | 2 h 1 min 1 s   |
| 2020  | Coupe du monde - l'étape de Karlovy Vary  | Hongrie     | Médaille de bronze | 2 h 7 min 7 s   |
| 2019  | Championnat d'Europe en relais mixte      | Pays-Bas    | Médaille de bronze | 1 h 11 min 54 s |
| 2017  | Coupe d'Afrique - l'étape à Rabat         | Maroc       | Médaille d'or      | 1 h 3 min 55 s  |